# Verruca sewelli
Verruca sewelli is een zeepokkensoort uit de familie van de Verrucidae. De wetenschappelijke naam van de soort is voor het eerst geldig gepubliceerd in 1936 door Stubbings.